# Furna do Abel ou de Lavar

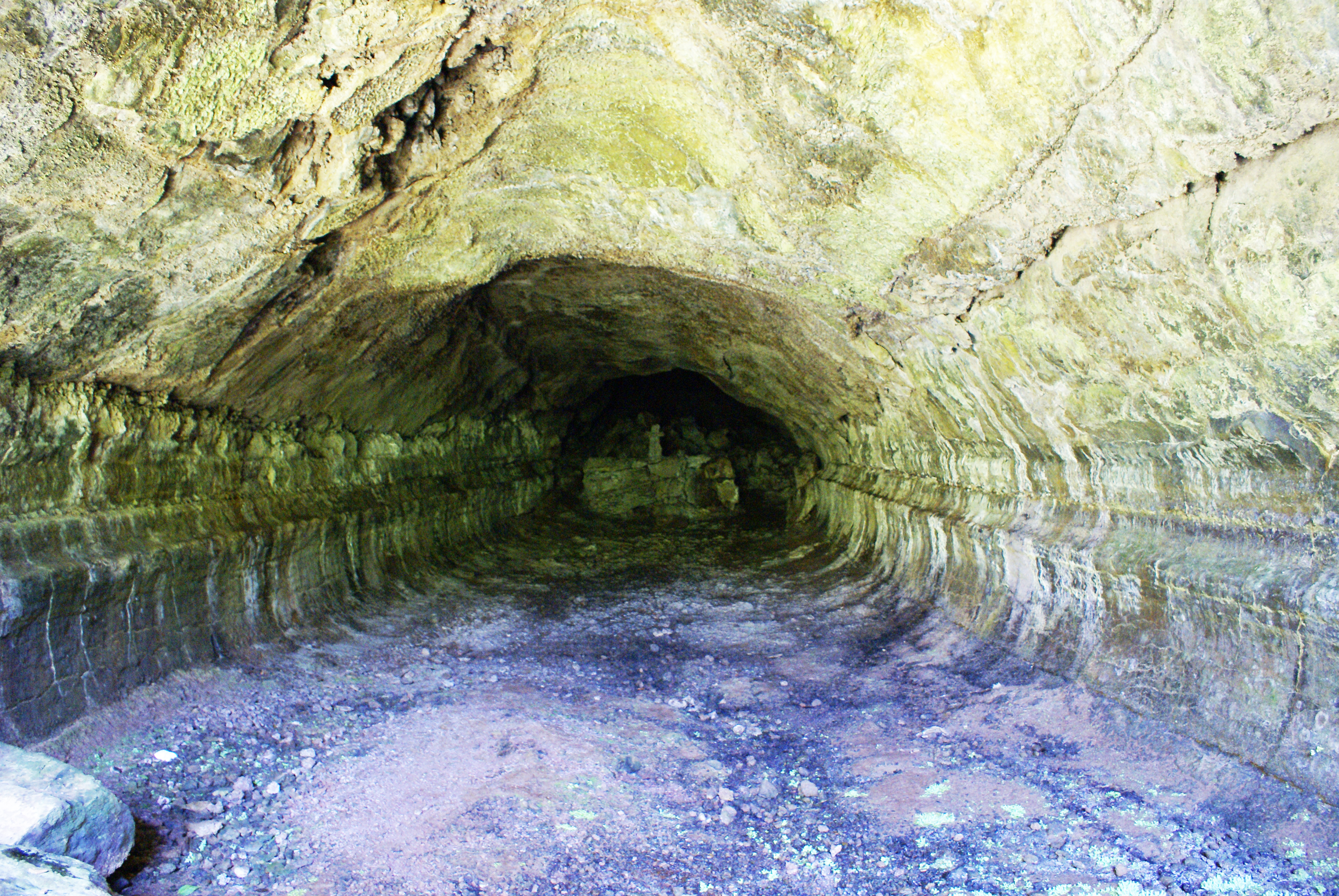
Furna do Abel, túnel principal.

A Furna do Abel também conhecida como Furna de Lavar ou Furna do Roque é uma gruta portuguesa localizada na freguesia da Luz, concelho de Santa Cruz da Graciosa, ilha Graciosa, arquipélago dos Açores.
Esta cavidade apresenta uma geomorfologia de origem vulcânica em forma de tubo de lava localizado em encosta. Este acidente geológico apresenta um comprimento de 96,3 m por uma largura máxima de 8 m por uma altura também máxima de 6,2 m.
Esta cavidade é um dos maiores tubos de lava inventariados na ilha Graciosa, apresentando secções com tetos altos e bastante largos. Situa-se na Caminho das Furnas próxima da Furna d' Água, possui três claraboias provenientes do abatimento do teto em diferentes pontos. 
Na década de 70 do século XX celebrou-se uma missa e um batizado nesta gruta, havendo ainda no seu interior uma cruz em pedra que invoca a realização deste evento social.
Segundo Canto Moniz aqui existia, sem que no entanto seja visível atualmente, “uma fonte de agua nativa, lavadouro habitual das gentes do logar.” 

## Fauna e flora
Na zona de entrada e no interior da gruta são observáveis as seguintes espécies:
Espécies de flora
- Adiantum capillus-veneris
- Agrostis sp.
- Asplenium hemionitis
- Asplenium obovatum subsp. lanceolatum
- Brachypodium sylvaticum
- Brassica oleracea
- Briza maxima
- Carex peregrina
- Cryptomeria japonica
- Diplazium caudatum
- Dryopteris sp.
- Erigeron karvinskianus
- Euphorbia azorica
- Foeniculum vulgare
- Galactites tomentosa
- Hedera azorica
- Malva multiflora
- Petroselinum crispum
- Physalis peruviana
- Rubus ulmifolius
- Selaginella kraussiana
- Sonchus oleraceus
- Tradescantia fluminensis
- Umbilicus rupestris

Espécies de briófitos
- Conocephalum conicum
- Epipterygium tozeri
- Fissidens coacervatus
- Frullania azorica
- Frullania microphylla
- Hypnum cupressiforme
- Porella obtusata
- Radula lindenbergiana
- Radula wichurae
- Scorpiurium circinatum
- Tetrastichium fontanum

Espécies de artrópodes
- Atheta atramentaria
- Chthonius ischnocheles
- Frankliniella occidentalis
- Metellina merianae
- Pholcus phalangioides
- Polydesmus coriaceus

## Galeria

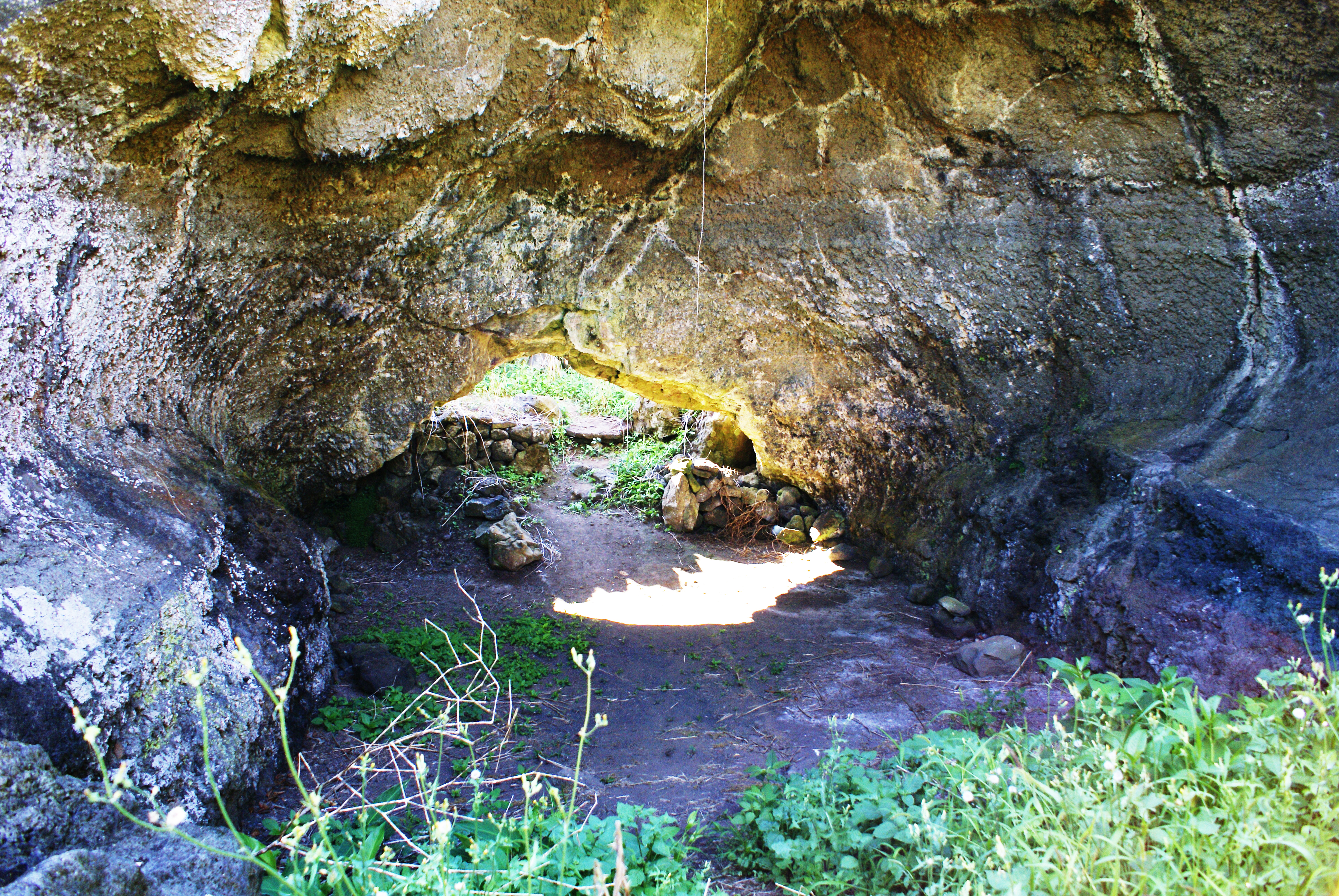
Furna do Abel, entrada.
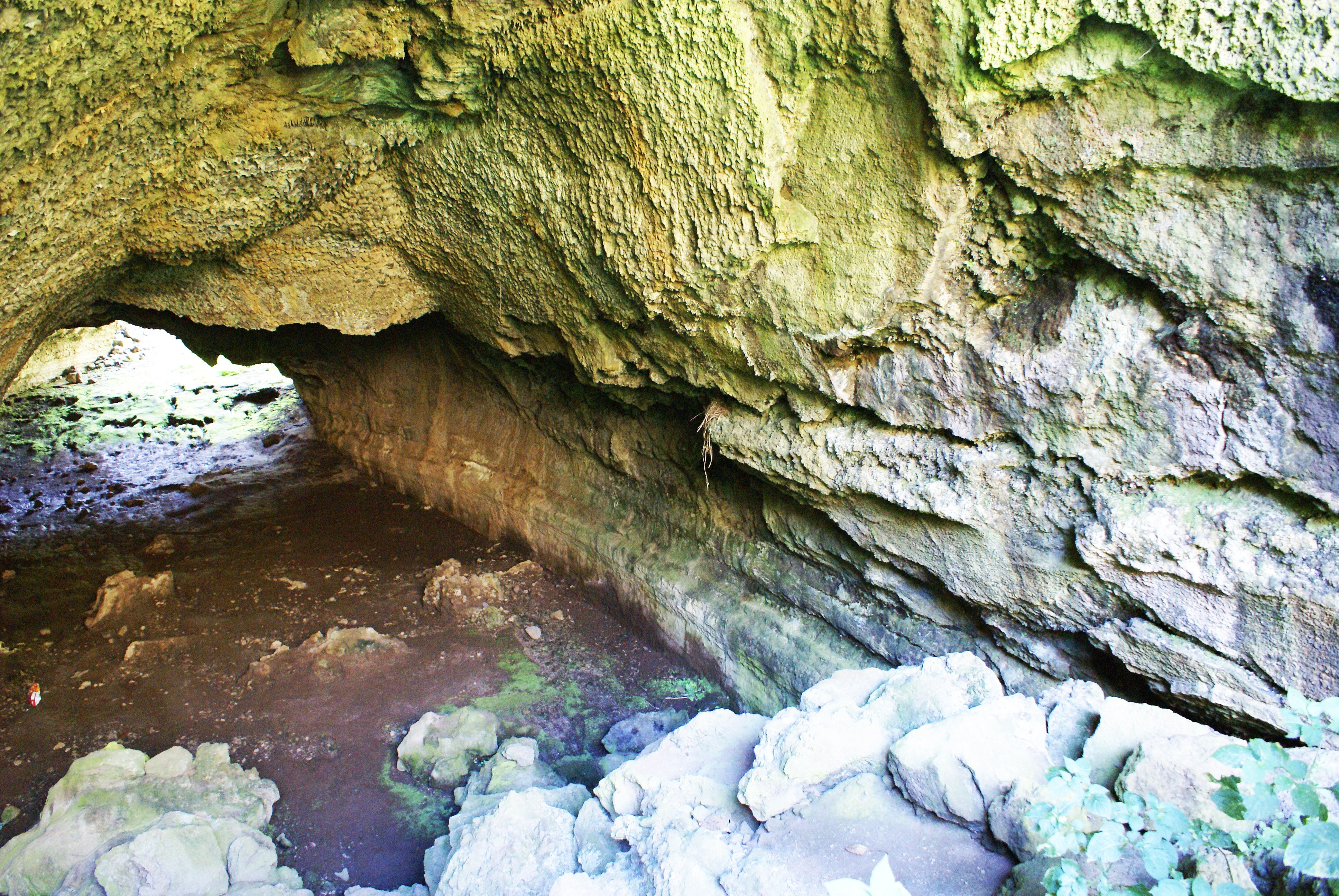
Furna do Abel, Aspecto das cores num dos túneis.
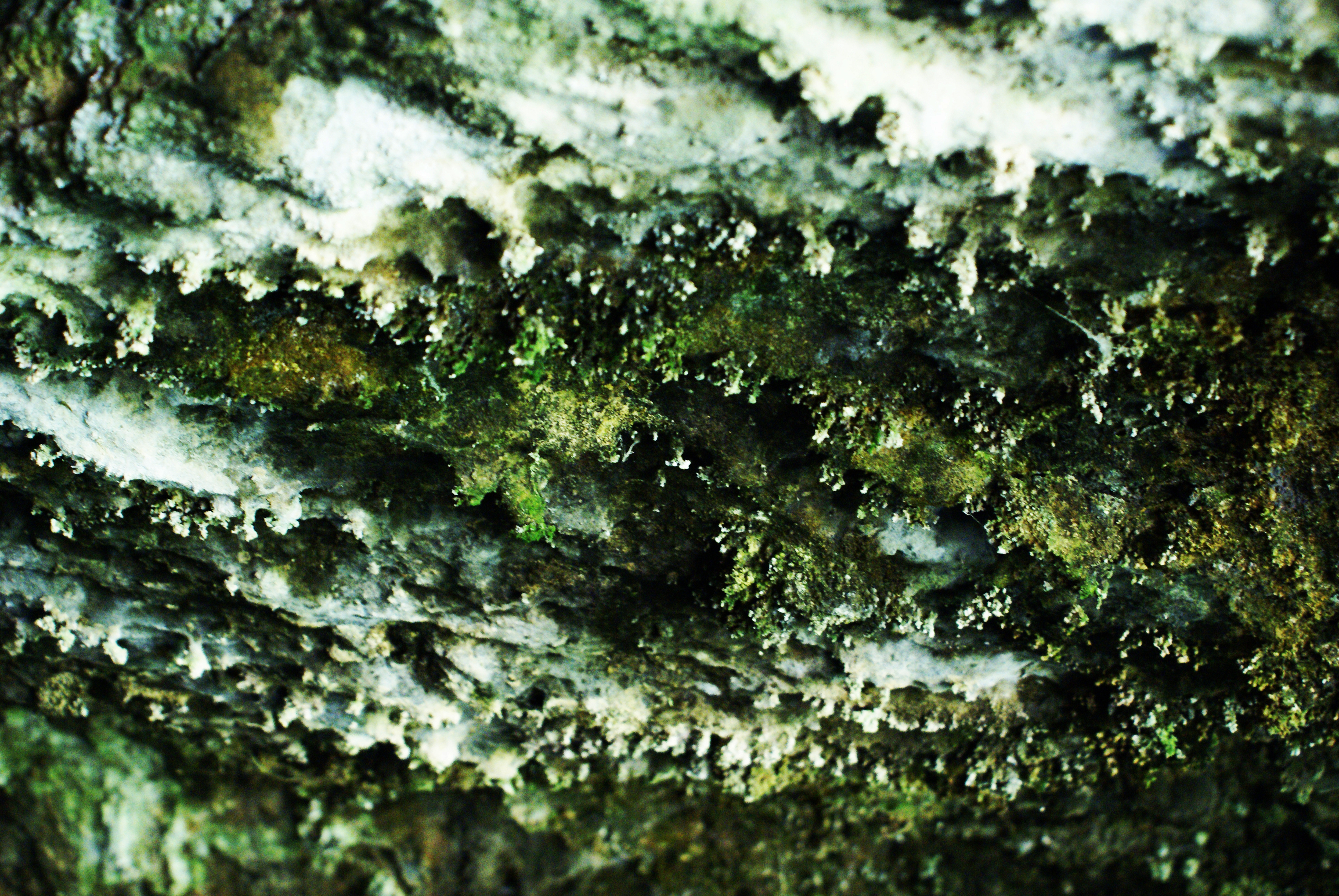
Formações de Estalactites.